# Günter Seibold
Günter Seibold (* 11. Dezember 1936 in Stuttgart; † 20. Juni 2013) war ein deutscher Fußballspieler. Mit dem VfB Stuttgart gewann der Defensivspieler 1958 den DFB-Pokal und absolvierte in der Fußball-Bundesliga von 1963 bis 1968 insgesamt 133 Ligaspiele (2 Tore).

## Karriere
Der Linksverteidiger begann seine Karriere bei der SpVgg Cannstatt. Bereits als 12-Jähriger schloss er sich dem VfB Stuttgart an. Zur Saison 1958/59 wurde er aus der Amateurmannschaft in den Oberligakader übernommen. Das erste Pflichtspiel für den VfB absolvierte der zuverlässige Abwehrspieler bereits am 25. Juni 1958. Er gewann mit den „Roten“ mit 2:1 Toren in Mannheim gegen Schweinfurt 05 den Süddeutschen Pokal und Stuttgart war damit für das Halbfinale im DFB-Pokal qualifiziert. In der Oberliga Süd debütierte Seibold am dritten Spieltag der Runde 1958/59, am 31. August 1958, bei der 0:4-Heimniederlage gegen Eintracht Frankfurt. Im Halbfinale des DFB-Pokals setzte sich das Team von Trainer Georg Wurzer am 21. September mit 4:1 beim 1. FC Saarbrücken durch. Im Pokalfinale am 16. November in Kassel gegen Fortuna Düsseldorf bildete er zusammen mit Günter Sawitzki, Rolf Eisele, Oskar Hartl, Rudolf Hoffmann und Spielführer Robert Schlienz die Defensive des mit 4:3 nach Verlängerung siegreichen VfB.
Am Rundenende seiner ersten Oberligarunde, 1958/59, belegte er mit dem Pokalsieger den 5. Rang und war in 28 von 30 Rundenspielen aufgelaufen. Am 20. Mai 1959 wurde er vom DFB zu einem Länderspieleinsatz in Krakau gegen Polen im Trikot der deutschen Juniorennationalmannschaft U-23 eingeladen. Beim 4:2-Erfolg spielte er an der Seite von Spielern wie Torhüter Helmut Traska, Verteidigerkollege Friedel Rausch, Mittelläufer Ferdinand Wenauer und den Stürmern Albert Brülls, Günter Herrmann und Gert Dörfel. Mit dem Nachholspiel am 5. Mai 1963 bei Kickers Offenbach endete das Kapitel Fußball-Oberliga Süd. Zusammen mit Hans Eisele war Seibold im letzten Spieljahr der Oberliga in allen 30 Spielen unter Trainer Kurt Baluses zum Einsatz gekommen.
In der Oberliga Süd kam Seibold von 1958 bis 1963 mit den Stuttgartern auf insgesamt 122 Spiele, in denen er ein Tor erzielte. Seibold gehört dem Spielerkreis an, die am Debüttag der Bundesliga, am 24. August 1963, als Aktive auf dem Spielfeld standen. Er verlor das Startspiel mit 0:2 Toren beim FC Schalke 04.
Das letzte Bundesligaspiel absolvierte Seibold am 30. März 1968 beim 4:1-Heimsieg gegen Alemannia Aachen. Die VfB-Abwehr war mit den Spielern Günter Sawitzki, Hans Eisele, Theodor Hoffmann, Seibold und Gerd Menne dabei besetzt. Im Messepokal war er von 1964 bis 1966 in fünf Begegnungen gegen Odense, Dunfermline und den FC Burnley aktiv gewesen.
Er wird als stets verlässlich, hart im Zweikampf und unerbittlich bei der Erfüllung seiner Aufgabe beschrieben. Seibold war nicht nur auf dem Feld vielseitig, sondern absolvierte parallel zur Karriere als Fußballer eine Ausbildung zum technischen Assistenten und wurde später Verkaufsleiter bei Daimler-Benz. Nach seiner Pensionierung widmete er sich voller Leidenschaft der Malerei und erwarb auch als Hobby-Maler Meriten. Später war er Mitglied des VfB-Ehrenrats.
1969 wechselte er zur SpVgg 07 Ludwigsburg; in der Saison 1970/71 war er Spielertrainer beim SV Rehnenhof.